# 標準燭光
標準燭光（standard candles）是天文學中已經知道光度的天體，而在宇宙學和星系天文學中獲得距離的幾種重要方法都是以標準燭光做基礎的。比較已知的光度（或是它的對應函數的數值，絕對星等）和他的觀測亮度（視星等），距離可以經由下面的公式計算而得：
{\displaystyle 5\log _{10}{\frac {D}{kpc}}=m-M-10}，
此處的D是距離，kpc是千秒差距（103 秒差距）， 
m是視星等，M是絕對星等（兩者均處於靜止的狀態下）。
（這與天體的距離模數是緊密相關的。）  
標準燭光有下列這些類型：
- 天琴座RR變星—屬於紅巨星的狀態，用於測量銀河系內和鄰近的球狀星團距離。.
- 食雙星—在最近這十年內，使用8米級的望遠鏡已經有能力測量食雙星的基本參數，因此可以利用牠們測量距離。近年來，已經成功的用於測量大麥哲倫星系、小麥哲倫星系、仙女座星系和三角座星系的距離。食雙星提供了一種直接測量距離的方法。距離在3百萬秒差距附近的星系，可以將精確度改善至5%以內。[1]
- 造父變星—星系天文學的首選，可測量數千萬秒差距的距離。[1]
- 紅巨星分支技術（TRGB）的距離指標。
- Ia型超新星—最大亮度的絕對星等與光度曲線有很明確的函數關係，可用於確認數億秒差距外的星系距離。[2]

在星系天文學，X射線爆發（中子星表面的熱核閃光）也可以作為標準燭光。有時候觀測到的X-射線爆發可以顯示譜線而透漏出爆發源的半徑。 
因此，X射線爆發通量的峰值應該對應於愛丁頓光度，就可以據以計算出中子星的質量（通常可以先假定是1.5太陽質量）。這種方法可以測量一些低質量X射線聯星的距離。低質量X-射線雙星在可見光的光度非常黯淡，使距離的測量格外困難。
對標準燭光的主要困難問題是他們有多標準，例如，所有的觀測都顯示在相同距離上的Ia超新星有相同的亮度（在經過光度曲線的校正之後），但是並不知道他們為何會有相同的亮度，以及遙遠距離上的Ia超新星和鄰近的Ia超新星在性質上不同的機率有多少。
在使用造父變星測量距離的歷史上，這不單純是一個哲學上的爭論。在1950年代，沃爾特·巴德發現在較近的距離內，被用於校對標準燭光的的造父變星，與用於測量鄰近星系距離的造父變星是不同型態的。鄰近的造父變星是第一星族的恆星，比鄰近星系的第二星族含有較多的金屬（重元素）。結果是，銀河系的直徑、球狀星團和鄰近星系的距離都必須加倍，因為第二星族的造父變星實際上是比較亮的。